# Monte Jabalcuza
El Monte Jabalcuza, también llamado Monte de Alhaurín, es un monte de la sierra de Mijas (cordillera Penibética) de 679 metros de altitud. Está situado entre los términos municipales de Alhaurín de la Torre, Málaga y Torremolinos, aunque principalmente y la zona protegida se encuentra en el de Alhaurín. El Jabalcuza domina el paisaje occidental de la ciudad de Málaga y es un elemento característico de las postales de la ciudad desde Gibralfaro. 
El fuerte desnivel le otorga un enclave privilegiado a modo de atalaya, desde la que es posible observar la bahía de Málaga, la ciudad de Málaga, el Valle del Guadalhorce, la Costa del Sol Occidental, la Sierra de las Nieves e incluso Sierra Nevada. 

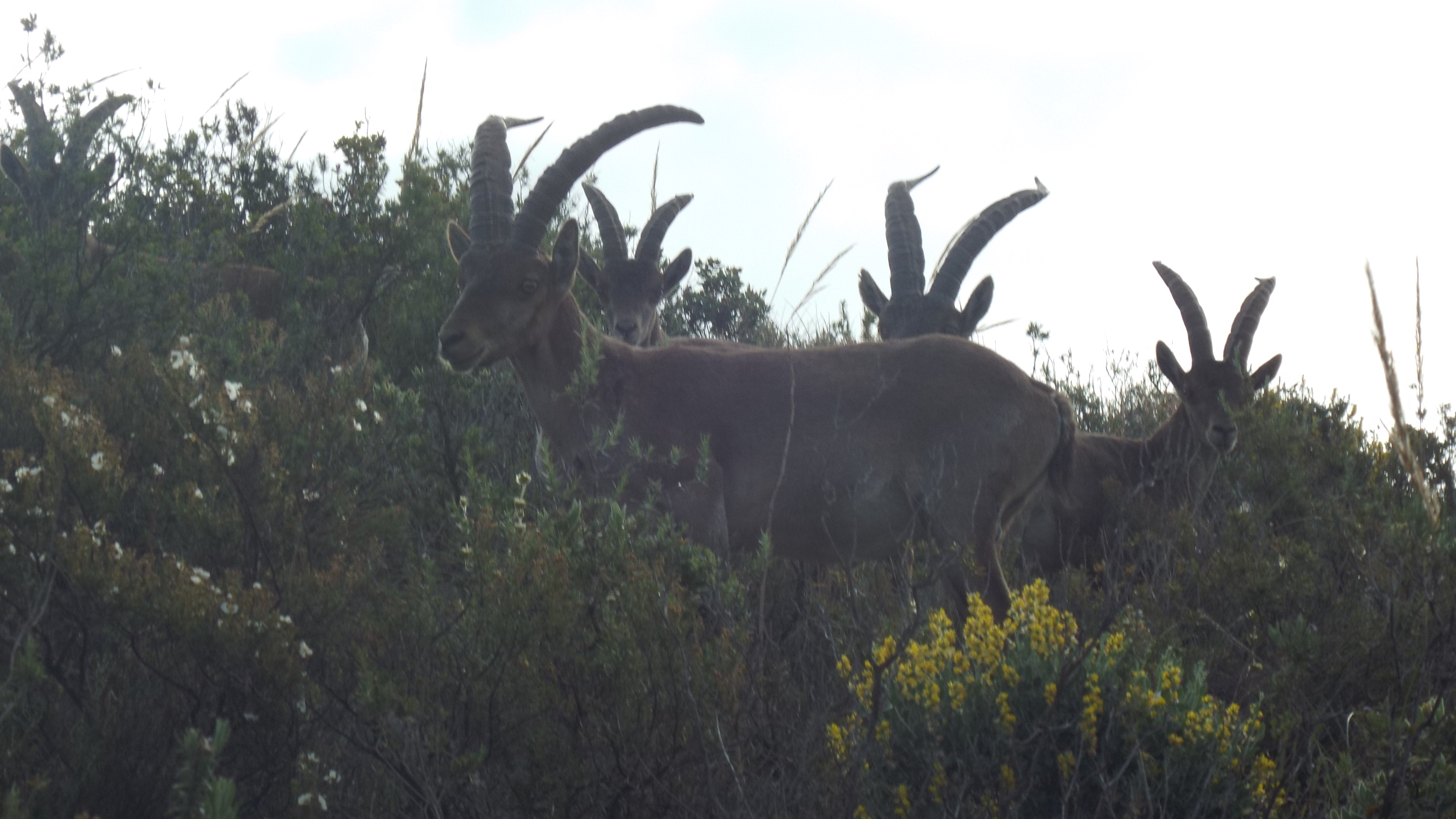
Macho montés en el Jabalcuza.